# British Society for the History of Science
La British Society for the History of Science (BSHS) è un'associazione inglese fondata nel 1947 da Francis Butler, Victor Eyles e Joan M. Eyles.
Nel 1948, fu costituita al suo interno anche la British Society for the Philosophy of Science che si occupa della filosofia della scienza e cura la pubblicazione del British Journal for the Philosophy of Science.

## Descrizione
È la più numerosa società di apprendimento inglese dedicata alla storia della scienza, della tecnologia e della medicina. La sua missione afferma che la società si impegnerà «a favorire la comprensione della storia e dell'impatto sociale della scienza, della tecnologia e della medicina in tutti i loro settori, all'interno delle comunità accademiche e delle altre comunità più ampie, nonché di diventare un punto di riferimento nazionale per tale disciplina».
L'associazione collabora con le comunità scolastiche, di ricercatori e col mondo dei medi per diffondere idee innovative negli ambiti di attività statutari.

## Pubblicazioni
L'associazione cura le seguenti pubblicazioni:
- The British Journal for the History of Science (BJHS): una rivista accademica trimestrale peer-reviewed, che include articoli e recensioni degli ultimi libri di storia della scienza, della tecnologia e della medicina[5];
- BJHS Themes:: una rivista accademica ad accesso aperto peer-reviewed, che consiste in una raccolta annuale di articoli tematici[6];
- Viewpoint: rivista ufficiale dell'associazione, pubblicata ogni quattro mesi con notizie e opinioni[7];
- BSHS Monographs: lavoro di valore accademico duraturo, per il quale non esistono modalità alternative di pubblicazione, e che aiuta la diffusione di progetti innovativi che promuovono la ricerca o l'istruzione nell'ambito della storia della scienza, della tecnologia e della medicina.[8]

La pubblica anche  BSHS Guide to Institutions e BSHS List of Theses, un indice bibliografico delle tesi recentemente pubblicate.

## Premi
L'associazione conferisce i seguenti premi biennali:
- Premio Singer, assegnato ogni due anni per un saggio di ricerca inedito e composto da nuovi studiosi;
- Il premio Dingle, assegnato ogni due anni al miglior libro divulgativo di storia della scienza;
- Il premio BSHS Slade, assegnato tra il 1999 e il 2009 per studi di innovazione concettuale o della metodologia scientifica;
- Il premio John Pickstone BSHS, assegnato ogni due anni alla miglior monografia di livello accademico nell'ambito della storia della scienza, scritto in inglese.[11]

In occasione della convegno annuale svoltosi a Swansea a luglio del 2015, l'associazione ha organizzato un editathon in collaborazione con Wikipedia, che ha contribuito a migliorare la qialità delle voci relative agli scienziati britannici nell'enciclopedia inglese.